# Kasper Rubin
Kasper Rubin Hansen (født 30. december 1986) er en dansk cricketspiller. Han fik sin debut for det danske landshold i 2011 og spillede Twenty20 kampe for holdet ved World Twenty20 Qualifier 2013. 
Meget af hans cricket er blevet spillet sammen med hans tvillingebror, Jakob Rubin. Begge brødre bruger navnet Rubin som deres andet navn frem for deres efternavn, Hansen.